# Vi de Romania

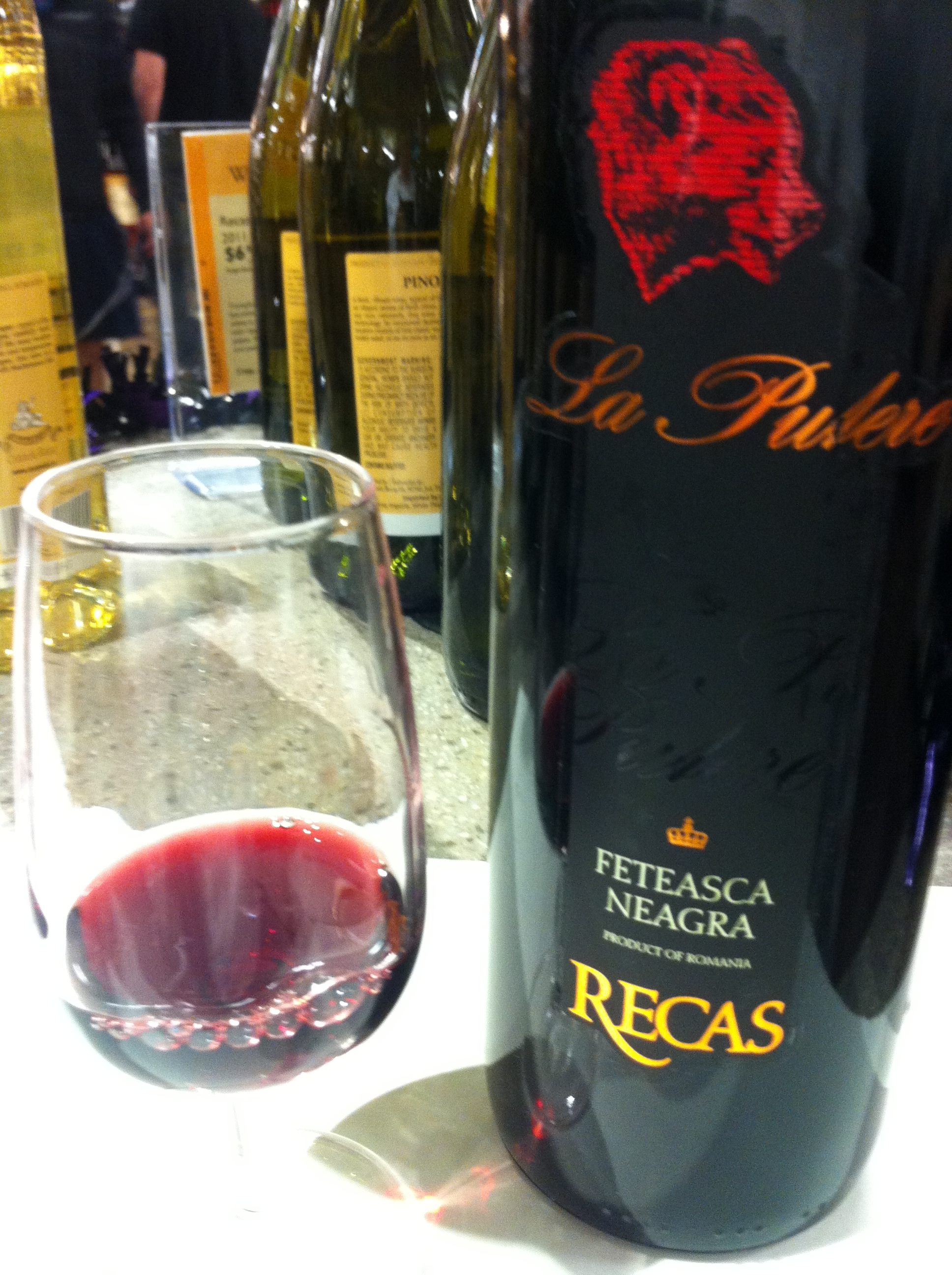
Un Fetească neagră de Recaș

Romania és un dels productors de vi més grans del món i el cinquè dels països productors de vi europeus, després d'Itàlia, França, Espanya i Alemanya. De dimensions similars a països productors de vi com Xile i Portugal, però menys coneguts a l'escena vitivinícola mundial. El 2018 va produir al voltant de 5,2 milions d'hectolitres de vi.
En els darrers anys, Romania ha atret a molts empresaris europeus i compradors de vi, a causa dels preus assequibles tant de les vinyes com dels vins en comparació amb altres països productors de vi com França, Alemanya i Itàlia.
Les varietats de raïm més cultivades de Romania són per als vins blancs Fetească Albă, Fetească Regală, Riesling, Aligoté, Sauvignon, Muscat, Pinot Gris, Chardonnay, Tămâioasă Românească, Grasă de Cotnari, Galbenă de Odobești. A més, les principals varietats de raïm per als vins negres són Merlot, Cabernet Sauvignon, Băbească Neagră, Fetească Neagră, Pinot Noir.

## Història

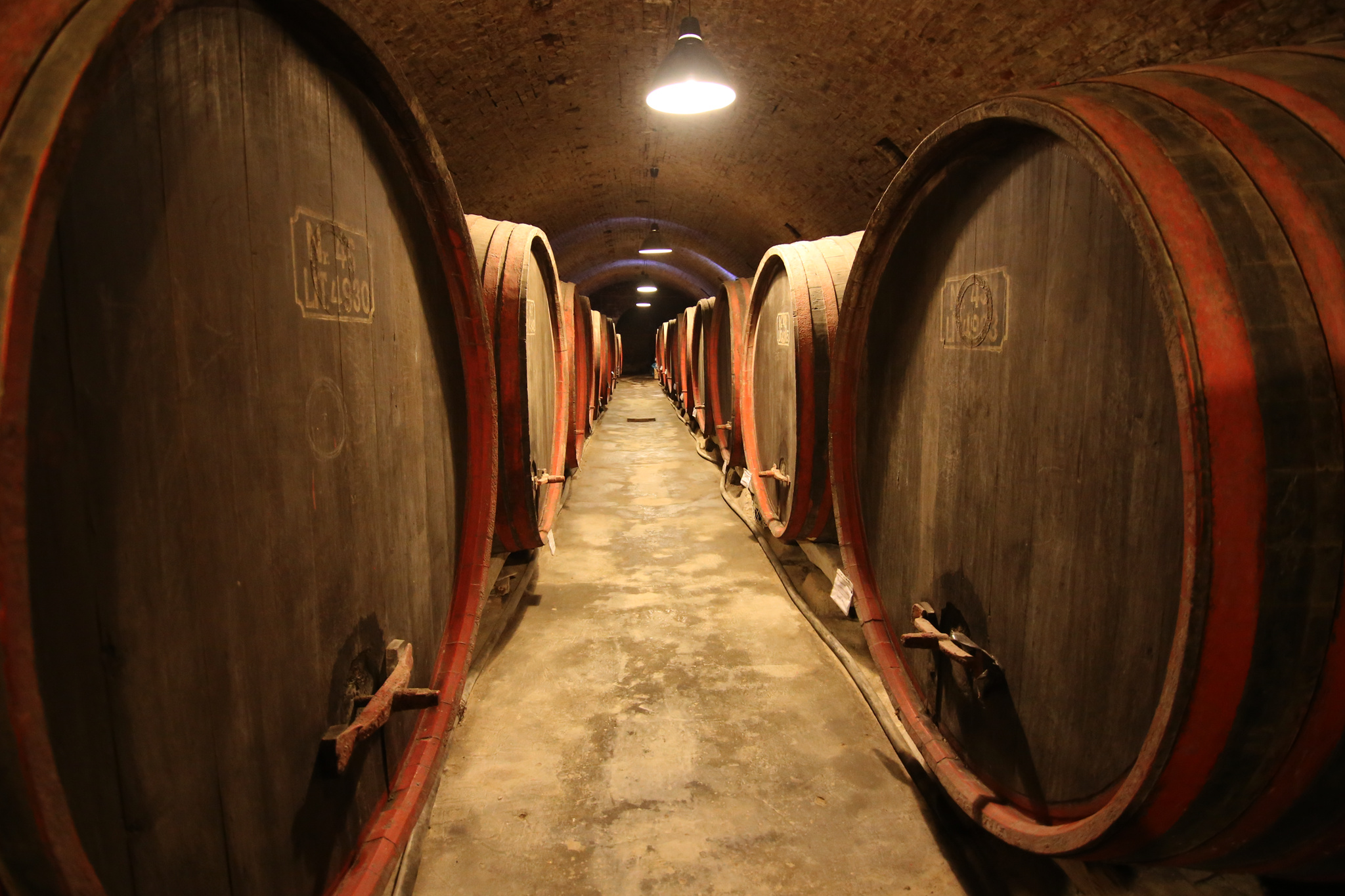
El winery de Hagianoff mansió en Manasia, Ialomițun Comtat, va establir dins 1899

Romania té una de les tradicions vitivinícoles més antigues del món i la seva viticultura data de fa més de 6.000 anys. A causa del clima, el relleu i els sòls adequats, la viticultura es va convertir en una activitat actual dels habitants locals principalment a les zones muntanyoses. Durant l'època medieval es van desenvolupar nombroses varietats de raïm de vi locals per selecció empírica, convertint-se en representants de les regions vitivinícoles romaneses. Fins a la crisi de la fil·loxera, cada regió vitivinícola romanesa tenia el seu propi assortiment de raïm de vi, que generava vins locals específics. Des del període medieval, el vi ha estat la beguda alcohòlica tradicional dels romanesos.
A la dècada de 1880, la fil·loxera (un insecte xuclador de saba de color groc pàl·lid que ataca les arrels de les vinyes) es va introduir accidentalment també a Romania (1872, Chitorani, regió vitivinícola de Dealul Mare) i, durant diversos anys, va destruir la viticultura local. La restauració de la viticultura romanesa va durar fins a principis del segle XX i es va fer principalment plantant varietats de raïm de vi francès com Merlot, Chardonnay, Pinot noir, Sauvignon, Cabernet Sauvingnon, etc. A més, també es van plantar híbrids de raïm resistents a la fil·loxera. Diversos raïms de vi tradicionals romanesos van sobreviure a la crisi de la fil·loxera, i encara es conreen a Romania al segle xxi.
Romania té unes 187.000 hectàrees de plantacions de vinya, que la situa en el sisè lloc entre els països productors de vi europeus. Amb una producció de vi d'uns 4,5 milions d'hl / any, Romania és el tretzè país productor de vi més gran del món.

## Regions vitivinícoles
Les principals regions vitivinícoles de Romania són:
La regió de l'altiplà de Transsilvània (Podișul Transilvaniei)
- Târnave
- Alba
- Aiud
- Sebeș-Apold
- Lechința

La regió dels turons de Moldàvia
- Cotnari
- Iași
- Huși
- Zeletina
- Colinele Tutovei
- Dealul Bujorului
- Iveşti
- Nicoreşti
- Covurlui
- Panciu
- Odobești
- Cotești

La regió de Munteniei i Olteniei Hills (Dealurile Munteniei și Olteniei)
- Dealurile Buzăului
- Dealu Mare
- Ștefănești
- Sâmburești
- Drăgășani
- Dealurile Craiovei
- Podgoria Severinului
- Plaiurile Drâncei

La regió dels turons del Banat (Dealurile Banatului)
- Moldàvia Nouă
- Recaș
- Silagiu
- Terèmia
- Tirol

El Crişana regió Hills (Dealurile Crişanei) i el Maramureş regió (Maramureşului)
- Miniș-Măderat
- Diosig
- Șimleu Silvaniei
- Valea lui Mihai

Regió dels turons de la Dobruja (Colinele Dobrogei)
- Sarica-Niculițel
- Istria-Babadag
- Murfatlar

Regió de les Terrasses del Danubi (Terasele Dunării)
- Greaca
- Ostrov

Regions sorrenques favorables addicionals al centre-sud de Romania (Regiunea nisipurilor și altor terenuri favorabile din sudul țării)
- Sadova - Corabia
- Calafat
- Podgoria Dacilor (al comtat de Mehedinți, Oltenia)[12]

## Vins
Els assortiments de raïm de vi de les regions vitivinícoles romaneses engloben moltes varietats de vins blancs, negres i aromàtics. Cada regió vitivinícola té les seves pròpies varietats de raïm tradicionals: Zghihara de Husi i Busuioaca de Bohotin per a la regió vitivinícola de Huși; Feteasca neagră per a la regió vitivinícola de Iași; Grasa de Cotnari i Frâncușa per a la regió vitivinícola de Cotnari; Crâmpoșie per a la regió vitivinícola de Drăgășani; Băbeasca Neagră per a la regió vitivinícola de Nicorești; Iordană și Ardeleancă per a la regió vitivinícola de Târnave; o Mustoasă de Măderat per a la regió vitivinícola Miniș.
Cada regió vitivinícola també cultiva varietats internacionals de raïm de vi, principalment: Sauvignon, Chardonnay, Riesling italico, Pinot gris i Traminer per als vins blancs; i Cabernet Sauvignon, Merlot i Pinot noir per als vins negres. Totes aquestes varietats locals i internacionals constitueixen la base de molts vins, presentats principalment amb el nom de la varietat de raïm de vi (p. Ex Sauvignon, Feteasca albă, Tămâioasă românească) i amb menys freqüència sota el nom de productor (p. Ex DAVINO, ALIRA, LACERTA) o amb un nom comercial (p. Ex Serafim, Bon Viveur, Gramma, René Faure, etc.).

### Blancs tradicionals
Les varietats de raïm de vi romanès més conegudes per als vins blancs són Fetească albă, Crâmpoșie i Fetească regală. Feteasca albă i Fetească regală produeixen vins secs o semisecs, amb rics aromes florals. Tenen un contingut alcohòlic moderat (11,5 a 12%) i una acidesa moderada. Crâmpoșia és coneguda per produir vins frescos i afruitats, amb un contingut alcohòlic moderat i una acidesa pronunciada.

### Negres tradicionals
La varietat de raïm de vi romanès més coneguda per als vins negres és Feteasca neagră, originària de la regió vinícola d'Uricani, Iași. Produeix "vins secs, semisecs o dolços, amb una graduació alcohòlica del 12-14%, d'un color vermell intens amb matisos de rubí i un sabor de grosella negra, que es fa més ric i suau amb l'envelliment".

### Aromàtics tradicionals
Entre les varietats de raïm de vi aromàtic romanès, les més apreciades i cultivades són Tămâioasa românească i Busuioacă de Bohotin.

## Cellers
- Avincis
- Casa de Vinuri Ștefănești
- Casa Isărescu
- Catleya Corcova
- Corcova Roy Dâmboviceanu
- Cotnari Casa de Vinuri
- Crama Andronic
- Crama Aramic
- Crama Atelier
- Crama Basilescu
- Crama Bauer
- Crama Budureasca
- Crama Carastelec
- Crama Ceptura (des del 2005)
- Crama Daiconi
- Crama Darie
- Crama Dealul Dorului
- Crama Delta Dunării - La Sapata
- Crama Dobra
- Crama Familiei Hetei
- Crama Fort Silvan
- Crama Frâncu
- Crama Gîrboiu
- Crama Hermeziu
- Crama Jelna
- Crama La Salina
- Crama Nachbil
- Crama Oprișor
- Cramele Recaș
- Crama Rătești
- Crama Rasova
- Crama Tata și Fiul
- Crama Terra Natura
- Crama Thesaurus
- Davino
- Divine Area
- Domeniul Ciumbrud
- Domeniile Clos des Colombes
- Domeniul Coroanei Segarcea
- Domeniile Dealu Mare Urlați
- Domeniile Franco - Române
- Domeniile Sara
- Domeniile Săhăteni - Aurelia Vișinescu
- Domeniile Tohani
- Domeniul Bogdan
- Domeniul Vlădoi
- Elite Wine
- Familia Petru
- Casa Olteanu
- Halewood România
- Jidvei
- LacertA Winery
- Licorna Winehouse
- Liliac
- Negrini
- Ostrovit
- Petro Vaselo
- Pivnițele Birăuaș
- Podgoria Silvania
- Rotenberg
- Senator Wine
- Serve
- Știrbey
- Veritas Panciu
- Via Viticola - Sarica Niculițel
- Villa Vinea
- Viile Metamorfosis
- Vinarte
- Vincon Vrancea
- Vinia
- Wine Princess - Balla Geza